# Usnea subfloridana
Espèce
Usnea subfloridana est un lichen de la famille des Parmeliacées.